# Montautour
Montautour é uma comuna francesa na região administrativa da Bretanha, no departamento Ille-et-Vilaine. Estende-se por uma área de 6,91 km². Em 2010 a comuna tinha 266 habitantes (densidade: 38,5 hab./km²).